# Litopeltis votos
Litopeltis votos är en kackerlacksart som beskrevs av Rehn, J. A. G. 1928. Litopeltis votos ingår i släktet Litopeltis och familjen jättekackerlackor.
Artens utbredningsområde är Costa Rica. Inga underarter finns listade i Catalogue of Life.